# Liste der Baudenkmäler in Fichtelberg (Oberfranken)
Auf dieser Seite sind die Baudenkmäler in der oberfränkischen Gemeinde Fichtelberg zusammengestellt. Diese Tabelle ist eine Teilliste der Liste der Baudenkmäler in Bayern. Grundlage ist die Bayerische Denkmalliste, die auf Basis des Bayerischen Denkmalschutzgesetzes vom 1. Oktober 1973 erstmals erstellt wurde und seither durch das Bayerische Landesamt für Denkmalpflege geführt wird. Die folgenden Angaben ersetzen nicht die rechtsverbindliche Auskunft der Denkmalschutzbehörde.
 Diese Liste gibt den Fortschreibungsstand vom 3. Juli 2018 wieder und enthält elf Baudenkmäler.

## Baudenkmäler nach Gemeindeteilen

### Fichtelberg
| Lage                                 | Objekt                                     | Beschreibung | Akten-Nr.              | Bild           |
| ------------------------------------ | ------------------------------------------ | --- | ---------------------- | -------------- |
| Bayreuther Straße 13 (Standort)      | Wohnhaus                                   | Zweigeschossiger Halbwalmdachbau, massiv, Eckquaderung, eingeschossiger Anbau unter Frackdach, erste Hälfte 19. Jahrhundert.                                              | D-4-72-453-1 Wikidata  | Wohnhaus       |
| Bayreuther Straße 24 (Standort)      | Bildstock                                  | Granitpfeiler mit Sebastiansdarstellung, 18. Jahrhundert. | D-4-72-453-2 Wikidata  | Bildstock      |
| Heinrich-Lindner-Straße 2 (Standort) | Brauerei                                   | Dreigeschossiger Walmdachbau, verputzt, Ende 18. Jahrhundert. | D-4-72-453-3 Wikidata  | weitere Bilder |
| Heinrich-Lindner-Straße 2 (Standort) | Mariensäule                                | Gusseiserne Säule mit Inschrift und kurpfälzischem Wappen, darauf Muttergottes auf der Weltkugel, auf den vier seitlichen Postamenten Putti aus vergoldeter Bronze, 1680. | D-4-72-453-9 Wikidata  | weitere Bilder |
| Heinrich-Lindner-Straße 4 (Standort) | Ehemaliges Kanzleigebäude                  | Zweigeschossiger Walmdachbau, Granit- und Ziegelsteinbau, um 1840, Ende 19. Jahrhundert modernisiert                                                                      | D-4-72-453-4 Wikidata  | weitere Bilder |
| Hochofenweg 12 (Standort)            | Bergarbeiterwohnhaus                       | Zweigeschossiger, traufständiger Satteldachbau, Backstein, von drei Zwerchhäusern gegliedert, um 1904/05.                                                                 | D-4-72-453-6 Wikidata  | weitere Bilder |
| Kirchberg 2 (Standort)               | Katholische Pfarrkirche Mariä Verkündigung | Saalbau mit eingezogenem Chor, Westturm mit Spitzhelm, Bruchsteinbau mit Satteldach, 1708–1711, Turm 1771; mit Ausstattung.                                               | D-4-72-138-1 Wikidata  | weitere Bilder |
| Marienplatz 2 (Standort)             | Wohnhaus                                   | Langgezogener, zweigeschossiger Walmdachbau, Erdgeschoss mit Rundbogenfenstern, zweite Hälfte 19. Jahrhundert, der Wirtschaftsteil vor 1840.                              | D-4-72-453-7 Wikidata  | weitere Bilder |
| Poststraße 10 (Standort)             | Postamt                                    | Zweigeschossiger Walmdachbau, das Obergeschoss mit Holzverschindelung, vorgelagerte Treppe, Granitquadersockel, Heimatstil, um 1920/30.                                   | D-4-72-453-10 Wikidata | Postamt        |

### Hüttstadl
| Lage                                                     | Objekt    | Beschreibung                                                      | Akten-Nr.              | Bild           |
| -------------------------------------------------------- | --------- | ----------------------------------------------------------------- | ---------------------- | -------------- |
| Schwertrangen, von Hüttstadl nach Fichtelberg (Standort) | Bildstock | Granitpfeiler mit Aufsatz und Satteldach, spätes 18. Jahrhundert. | D-4-72-453-11 Wikidata | weitere Bilder |

### Neubau
| Lage                          | Objekt                                         | Beschreibung                                                        | Akten-Nr.              | Bild                                           |
| ----------------------------- | ---------------------------------------------- | ------------------------------------------------------------------- | ---------------------- | ---------------------------------------------- |
| Fichtelseestraße 8 (Standort) | Ehemaliges Kleinbauernhaus, heute Heimatmuseum | Eingeschossiger Satteldachbau, Giebel teilweise verschalt, um 1790. | D-4-72-453-15 Wikidata | Ehemaliges Kleinbauernhaus, heute Heimatmuseum |

## Abgegangene Baudenkmäler
In diesem Abschnitt sind Objekte aufgeführt, die früher einmal in der Denkmalliste eingetragen waren, jetzt aber nicht mehr existieren, z. B. weil sie abgebrochen wurden. Aktennummern in diesem Abschnitt sind ehemalige, jetzt nicht mehr gültige Aktennummern.

| Lage                                 | Objekt    | Beschreibung                                                                                               | Akten-Nr.             | Bild |
| ------------------------------------ | --------- | --- | --------------------- | ---- |
| Fichtelberg Marienplatz 3 (Standort) | Pfarrhaus | Zweigeschossiger Walmdachbau, verputzt, 18. Jahrhundert; Ende der 1970er-Jahre durch einen Neubau ersetzt. | D-4-72-453-8 Wikidata | BW   |